# Owen H. Wangensteen

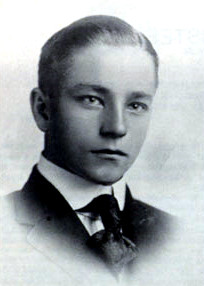
Owen H. Wangensteen als Absolvent der Universität von Minnesota (1919)

Owen Harding Wangensteen (* 21. September 1898 in Lake Park, Minnesota; † 13. Januar 1981 in Minneapolis, Minnesota) war ein US-amerikanischer Chirurg an der University of Minnesota. Er gilt als einer der einflussreichsten US-amerikanischen Chirurgen des 20. Jahrhunderts.

## Leben
Owen H. Wangensteen wuchs als Nachfahre norwegischer Einwanderer auf einer Farm in Minnesota auf. Auf Wunsch des Vaters studierte er Medizin und schloss das Studium 1922 an der University of Minnesota Medical School ab, verbrachte ein Jahr bei Henry S. Plummer und William James Mayo an der Mayo Clinic in Rochester, Minnesota, und erwarb 1925 mit der Arbeit The Undescended Testis: An Experimental and Clinical Study einen Ph.D., wiederum an der University of Minnesota. 1926 wurde er dort Dozent. 1927/1928 verbrachte er ein Jahr bei Fritz de Quervain und Leon Asher an der Universität Bern. 1928 wurde Wangensteen Associate Professor, 1930 Chefarzt der Abteilung für Chirurgie und 1931 ordentlicher Professor an der University of Minnesota.
In seiner 37-jährigen Tätigkeit an der University of Minnesota konnte Wangensteen wichtige Beiträge zur Krebs-Chirurgie, zum Verständnis der Appendizitis und anderer Erkrankungen des Magen-Darm-Traktes leisten. Er etablierte eine weltweit verwendete Methode zum Absaugen des Mageninhalts (Magensonde) bei Patienten mit mechanischem Darmverschluss und ein Verfahren zur konservativen Sondenbehandlung des blutenden Zwölffingerdarmgeschwürs. In Wangensteens Klinik wurde 1952 die weltweit erste Operation am offenen Herzen durchgeführt. Neben Christiaan N. Barnard, C. Walton Lillehei und Norman E. Shumway gehörten mehr als 30 spätere Professoren für Chirurgie zu seinen Schülern. 1939 gründete Wangensteen die Society for University Surgeons als eine der ersten Organisationen der wissenschaftlichen klinischen Chirurgie. Wangensteen gehörte auch zu den Gründungsherausgebern der Fachzeitschrift Surgery. 1967 wurde er emeritiert und begann sich intensiv mit Medizingeschichte zu befassen.
1972 half Wangensteen, die Wangensteen Historial Library of Biology and Medicine zu gründen, eine Bibliothek für historische medizinische und biologische Literatur an der University of Minnesota. 1979 wurde an der Universität ein 16-stöckiger Ergänzungsbau unter dem Namen Phillips-Wangensteen building eröffnet. 2006 wurde die Owen H. Wangensteen Surgical Society als Alumni-Netzwerk für Chirurgen der Universität gegründet.
Seine zweite Frau Sarah Davidson Wangensteen war Professorin für Medizingeschichte. Mit seiner ersten, früh verstorbenen, Frau Helen hatte Owen H. Wangensteen drei Kinder.

## Auszeichnungen
- 1959 Präsident des American College of Surgeons
- 1961 Passano Award[1]
- 1966 Mitglied der National Academy of Sciences
- 1968 Distinguished Service Award der American Medical Association
- 1969 Präsident der American Surgical Association
- Ehrenmitgliedschaften des Royal College of Surgeons of England, Royal College of Surgeons of Edinburgh und Royal College of Surgeons in Ireland, der Griechischen Gesellschaft für Chirurgie, der Norwegischen Akademie der Wissenschaften, der französischen Nationalakademie für Medizin, der Societé Internationale de Chirurgie und der International Academy of the History of Medicine
- Ehrendoktorate der University at Buffalo, University of Chicago, St. Olaf College, Temple University, Universität von Paris (Sorbonne), Hamline University, Marquette University und Universität Athen

## Schriften
- Intestinal Obstruction. 1937
- Cancer of the Esophagus. 1951
- mit Sarah D. Wangensteen: The Rise of Surgery, from Empiric Craft to Scientific Discipline. Folkstone 1978.